# Јохан Сванберг
САД
Јохан Сванберг (швед. Johan Fritiof Isidor „John“ Svanberg; Стокхолм, 1. мај 1881. — САД 11. септембар 1957) је бивши шведски атлетичар освајач бронзане медаље у трци на 5 миља на Олимпијским играма 1908 у Лондону.
Сванберг је први пут учествовао на великом међународном такмичењу поводом овележавања 10-годишњице првих Олимпијских игра 1896. које се одржало 1906. такође у Атини под именом Олимпијским међуиграма. Такмичио се у дисциплинама трчања на 5 миља и у маратону. У трци на 5 миља (8.045 м) освојио је сребрну медаљу резултатом 26:19,4 минута иза Британца Хенрија Хортија, а у маратону био је такође други иза Канађанина Вилијама Шеринг са 2:58:20,8 сати. Резултате и освојене медаље МОК не признаје у олимпијске резултате и медаље.
Две године касније, Сванберг је учествовао на Летњим олимпијским играма 1908. у Лондону у три тркачке дисциплине: 5. миља, маратон и 3 миље екипна трка. На 5 миља сматран је фаворитом, обзиром на дотадашње резултате и да је у предтакмичењу имао најбоље време од 36 такмичара из 14 земаља који су учествовали у трци, али у финалу завршио је на трећем месту са бронзаном медаљом и резултатом 25:37,2.
У маратонској трци са 3:07:50,8 завршио је као осми, али најбоље пласирани европски такмичар, након што је стварни победник трке Дорандо Пјетри био дисквалификован. Сванберг је учествовао као један од 5 чланова шведске екипе у трци 3. миље екипно. Екипа је заузела шесто место од 9 екипа учесница.
У неким незваничним листама Сванберг се води као такмичар који је имао најбоље време на свету (светски рекорди нису званично вођени) на 3.000 метара 8:54,0 минута које је је истрчао 21. августа 1908.